# Мю Весов
Мю Весов (μ Весов, Mu Librae, μ Librae, сокращ.  Mu Lib, μ Lib) — тройная звезда в зодиакальном созвездии Весы. Звезда имеет видимую звёздную величину +5,32m и, согласно шкале Бортля, звезда видна невооружённым глазом на засвеченном пригородном небе (англ. Bright suburban sky).
Из измерений параллакса, полученных во время миссии Hipparcos известно, что звёзды удалены примерно на 240 св. лет (73 пк) от Земли. Звезды наблюдается южнее 76° ю. ш., то есть южнее о-вов Северного (Новая Земля), Котельного, Принс-Патрика, Мелвилла (Канада) и Коберга, таким образом, звезда видна практически на всей территории обитаемой Земли, за исключением полярных областей Арктики. Лучшее время наблюдения — май.
Звезда Мю Весов движется довольно медленно относительно Солнца: её радиальная гелиоцентрическая скорость равна −4 км/с, что составляет 40 % от скорости местных звёзд Галактического диска, а также это значит, что звезда приближается к Солнцу. Звезды Мю Весов A и B приблизятся к Солнцу на расстояние 72,2 св. лет через 317 000 лет, когда Мю Весов A увеличит свою яркость на 0,1m до величины 5,22m (то есть будет светить тогда, как Ро² Рака светит сейчас), а Мю Весов B увеличит свою яркость на 0,1m до величины 6,62m (то есть будет светить тогда, почти как Пи¹ Журавля светит сейчас). По небосводу обе звезды движутся на юго-запад, проходя по небесной сфере 0,06753 и 0.06073 угловых секунд в год, соответственно.
Средняя пространственные скорости Мю Весов имеет следующие компоненты (U, V, W) =(-14.7, −22.2, 3.2), что означает U=−14,7 км/с (движется от галактического центра), V=−22,2 км/с (движется против направления галактического вращения) и W=3,2 км/с (движется в направлении северного галактического полюса).

## Имя звезды
Мю Весов (латинизированный вариант лат. Mu Librae) является обозначением Байера, данным им звезде в 1603 году. Хотя звезда и имеет обозначение μ (Мю — 12-я буква греческого алфавита), однако сама звезда — 23-я по яркости в созвездии. 7 Весов (латинизированный вариант лат. 7 Librae) является обозначением Флемстида.
Обозначения компонентов как Мю Весов AB, AC, AD и AE вытекают из конвенции, используемой Вашингтонским каталогом визуально-двойных звёзд (WDS) для звёздных систем, и принятого Международным астрономическим союзом (МАС).

## Свойства кратной системы Мю Весов
|  |  |  |  |                         |  | A                     |  |
|  |  |  |  |                         |  |                       |  |
|  |  |  |  |                         |  | T = 614 лет a=1,587 ″ |  |
|  |  |  |  |                         |  |                       |  |
|  |  |  |  |                         |  | B                     |  |
|  |  |  |  |                         |  |                       |  |
|  |  |  |  |                         |  |                       |  |
|  |  |  |  | T=42 258 лет a=26.555 ″ |  |                       |  |
|  |  |  |  | E                       |  |                       |  |
|  |  |  |  |                         |  |                       |  |

Мю Весов AB — это широкая пара двойных звёзд, которые отдалены друг от друга на расстояние между компаньонами в 190 а.е. и вращаются друг вокруг друга с периодом 614 лет. У орбиты очень большой эксцентриситет, который равен 0,65, и как результат звезды то сближаются на расстояние 66,5 а.е., то удаляются на расстояние 313,5 а.е.. Наклонение в системе не очень велико и составляет 52,9 °. Эпоха периастра, то есть год, когда звёзды сближались на минимальное расстояние — 1655 год.
Если мы будем смотреть со стороны Мю Весов A на Мю Весов B, то мы увидим бело-жёлтую звезду, которая светит с яркостью −17.85m, то есть с яркостью 111 лун в полнолуние. Причём угловой размер звезды будет — 0,007°, что составляет 1,5 % углового размера нашего Солнца. Если же мы будем смотреть со стороны Мю Весов B на Мю Весов A, то мы увидим жёлто-белую звезду, которая светит с яркостью −18.78m, то есть с яркостью 261 лун в полнолуние. Причём угловой размер звезды будет точно таким же как и у Мю Весов B. Более точные параметры звёзд приведены в таблице:
| | В периастре (66,5 а.е.) | В периастре (66,5 а.е.) | В периастре (66,5 а.е.)        | В периастре (66,5 а.е.) | В апоастре (313,5 а.е.) | В апоастре (313,5 а.е.) | В апоастре (313,5 а.е.)        | В апоастре (313,5 а.е.) |
| m | L☾                      | D°                      | {\displaystyle D_{\bigodot }}% | m                       | L☾                      | D°                      | {\displaystyle D_{\bigodot }}% |                         |
| --- | ----------------------- | ----------------------- | ------------------------------ | ----------------------- | ----------------------- | ----------------------- | ------------------------------ | ----------------------- |
| B→A | -21.06                  | 2130                    | ~0,02°                         | 4.15 %                  | -17.69                  | 96                      | ~0,004°                        | 0.9 %                   |
| A→B | -20.03                  | 825                     | ~0,02°                         | 4.15 %                  | -16.66                  | 37,1                    | ~0,004°                        | 0.9 %                   |
| - m — видимая звёздная величина; - L☾ — светимость, выраженная в светимостях Луны в полнолуние; - D° — угловой диаметр звезды выраженный в градусах (угловой диаметр Солнца — 0,5°); - {\displaystyle D_{\bigodot }}% — диаметр звезды выраженный в процентах от диаметра Солнца; |                         |                         |                                |                         |                         |                         |                                |                         |

На угловом расстоянии 26,555 секунд дуги, у пары звёзд Мю Весов AB присутствует компаньон E, что на расстоянии 240 св. лет соответствует физическому расстоянию между компаньонами 1765,6 а.е. и периоду вращения вокруг общего барицентра, равному 42 258 лет. Если мы будем смотреть со стороны пары Мю Весов AB на спутник Мю Весов E, то мы увидим оранжевую звёздочку, которая светит с яркостью −4.93m, то есть с яркостью 1,27 венер (в максимуме). Причём угловой размер звезды будет — ~2,81 mas. С другой стороны, если мы будем смотреть со стороны Мю Весов E на пару звёзд Мю Весов AB, то мы увидим две бело-жёлтые звёзды, одна из которых светит с яркостью от −13.94m, то есть с яркостью 3 лун в полнолуние, а вторая светит с яркостью −12.91m, то есть с яркостью 1,17 лун в полнолуние. Причём угловой размер обоих звёзд будет одинаковый — ~2,8 ″. При этом максимальное угловое расстояние между звёздами будет 20,3°.
Звезда Мю Весов слегка переменная: во время наблюдений яркость звезды немного меняется, колеблясь вокруг значения 5,32m, без какой-либо периодичности (скорее всего у звезды или звёзд несколько периодов), тип переменной определён как переменная звезда типа α² Гончих Псов.
Звёзды довольно молодые: текущий возраст системы Мю Весов определён, как 417 млн. лет. Также известно, что звёзды с массой 2,31 {\displaystyle M_{\bigodot }} живут на главной последовательности порядка 1 млрд. лет, звёзды с массой 1,7 {\displaystyle M_{\bigodot }} живут на главной последовательности гораздо дольше — порядка 6,4 млрд. лет, а звёзды с массой 0,67 {\displaystyle M_{\bigodot }} живут на главной последовательности ещё дольше — порядка 30,7 млрд. лет и таким обозом, Мю Весов A очень скоро станет (через 600 млн. лет) красным гигантом, а затем, сбросив внешние оболочки, станет белым карликом.

### Свойства Мю Весов A
Мю Весов A — судя по её спектральному классу A1pSrCrEu звезда принадлежит к спектральному классу A1. Также она представляет собой магнитную Ар-звезду демонстрирующую пекулярный спектр, а также демонстрирующую переизбыток стронция, хрома, европия, а также алюминия. Также, скорее всего, водород в ядре звезды уже не является ядерным «топливом», то есть звезда сходит с главной последовательности. Масса звезды равна 2,31 {\displaystyle M_{\bigodot }}. Звезда излучает энергию со своей внешней атмосферы при эффективной температуре около 9592 К, что придаёт ей характерный бело-жёлтый цвет.
Для звезд с подобной массой характерен радиус равный 1,82 {\displaystyle R_{\bigodot }}, однако сейчас известно, что радиус звезды равен 2,59 {\displaystyle R_{\bigodot }}, а это значит что звезда, сходя с главной последовательности, увеличивая радиус. Светимость звезды, равная 41,7 {\displaystyle L_{\bigodot }}, что также указывает на то. что звезда не является уже прекращает быть карликом. Скорость вращения Мю Весов A превосходит солнечную почти в 15 раз и равна 29,0 км/с, что даёт период вращения звезды —4,6 дн..
Мю Весов A является фотометрической переменной с периодами 25,3992 ± 0,1970 суток и 1,8871 ± 0,0008 суток. Напряженность поверхностного магнитного поля составляет 1,375 Гс.

### Свойства Мю Весов B
Вторичный компонент B представляет собой Am-звезду показывающую пекулярный спектр, то есть необычно сильные линии поглощения некоторых элементов, а также демонстрирующую переизбыток металлов. Мю Весов B — судя по её массе, которая равна: 1,7 {\displaystyle M_{\bigodot }}, принадлежит к спектральному классу A6m и соответственно звезда является карликом спектрального класса A, а также это указывает на то, что водород в ядре звезды является ядерным «топливом», то есть звезда, находится на главной последовательности. Звезда излучает энергию со своей внешней атмосферы при эффективной температуре около 7483 К, что придаёт ей характерный бело-жёлтый цвет.
Радиус звезды равен 2,59 {\displaystyle R_{\bigodot }}. Светимость звезды, посчитанная по закону Стефана — Больцмана равна 8,84 {\displaystyle L_{\bigodot }}. Для того, чтобы планета, аналогичная нашей Земле, получала бы примерно столько же энергии, сколько она получает от Солнца, её надо было бы поместить на расстоянии 2,97 а. е., то есть во внешнюю часть главного пояса астероидов, а более конкретно на орбиту астероида Клитемнестра. Причём с такого расстояния Мю Весов B выглядела бы на 7 % меньше нашего Солнца, каким мы его видим с Земли — 0,46° (угловой диаметр нашего Солнца — 0,5°).

### Свойства Мю Весов E
Мю Весов E — судя по её массе, которая равна 0,67 {\displaystyle M_{\bigodot }}, звезда принадлежит к спектральному классу K5V и соответственно звезда является карликом спектрального класса K, а также это указывает на то, что водород в ядре звезды является ядерным «топливом», то есть звезда, находится на главной последовательности. Звезда должна излучать энергию со своей внешней атмосферы при эффективной температуре около 4350 К, что придаёт ей характерный оранжевый цвет.
Радиус звезды, к подобных карликов, должен быть равен 0,68 {\displaystyle R_{\bigodot }}. Светимость звезды, посчитанная по закону Стефана — Больцмана должна быть равна 0,082 {\displaystyle L_{\bigodot }}. Для того, чтобы планета, аналогичная нашей Земле, получала бы примерно столько же энергии, сколько она получает от Солнца, её надо было бы поместить на расстоянии 0,29 а. е., то есть в точку на 25 % ближе чем Меркурий располагается к Солнцу. Причём с такого расстояния Мю Весов E выглядела бы в 2,5 раза больше нашего Солнца, каким мы его видим с Земли — 1,25° (угловой диаметр нашего Солнца — 0,5°).

## История изучения кратности звезды
В период с 1873 года по 1889 год американский астроном Ш. Бёрнхем открыл пятикратность Мю Весов, то есть им открыл компонент AB, AC, AD и AE и звёзды вошли в каталоги как BU 106. Согласно Вашингтонскому каталогу визуально-двойных звёзд, параметры этих компонентов приведены в таблице:
| Компонент | Год  | Количество измерений | Позиционный угол | Угловое расстояние | Видимая звёздная величина компонента I | Видимая звёздная величина компонента II |
| AB        | 1873 | 110                  | 340°             | 1.3″               | 5.61m                                  | 6.62m                                   |
| AB        | 1875 | 110                  | 335°             | 1.4″               | 5.61m                                  | 6.62m                                   |
| AB        | 1991 | 110                  | 1°               | 1.9'″              | 5.61m                                  | 6.62m                                   |
| AB        | 2016 | 110                  | 4°               | 2.0″               | 5.61m                                  | 6.62m                                   |
| AC        | 1889 | 7                    | 283°             | 18.2″              | 5.61m                                  | 14.70m                                  |
| AC        | 1958 | 7                    | 289°             | 18.2″              | 5.61m                                  | 14.70m                                  |
| AC        | 2000 | 7                    | 252°             | 15″                | 5.61m                                  | 14.70m                                  |
| AD        | 1889 | 8                    | 185°             | 26.1″              | 5.61m                                  | 14.10m                                  |
| AD        | 1958 | 8                    | 174°             | 25″                | 5.61m                                  | 14.10m                                  |
| AD        | 2000 | 8                    | 168°             | 25.7″              | 5.61m                                  | 14.10m                                  |
| AE        | 1878 | 11                   | 232°             | 27.3″              | 5.61m                                  | 12.60m                                  |
| AE        | 2015 | 11                   | 232°             | 26.6″              | 5.61m                                  | 12.60m                                  |

Обобщая все сведения о звезде, можно сказать, что у звезды Мю Весов, есть два спутника:
- компонент B, звезда 7-й величины, находящаяся на угловом расстоянии 2,0 секунд дуги. Звезда за последние примерно 150 лет сохраняет небольшое угловом расстоянии, вращаясь по эллиптической орбите;
- компонент C, звезда 15-й величины, находящаяся на угловом расстоянии 12,9 секунд дуги. Звезда за последние примерно 150 лет движется по прямой, что является несомненным признаком звезды, лежащей на линии прямой видимости и являющейся фоновой звездой;
- компонент D, звезда 14-й величины, находящаяся на угловом расстоянии 25,7 секунд дуги. Звезда за последние примерно 150 лет движется по прямой, что является несомненным признаком звезды, лежащей на линии прямой видимости и являющейся фоновой звездой;
- компонент E, звезда 13-й величины, находящаяся на угловом расстоянии 26,6 секунд дуги. Звезда за последние, примерно 150 лет, сохраняет достаточно большое угловом расстоянии, вращаясь по эллиптической орбите вместе со парой звезд Мю Весов AB. Однако, две звезды хотя и претерпевают тесное сближение, но, скорее всего, гравитационно уже не связаны друг с другом. Также можно отметить, что звёзды, вероятно, родились совместно в одном молекулярном облаке, но теперь, удаляются, друг от друга по спирали, сохраняя, пока, общее движение.